# アガレスト戦記 Mariage
『アガレスト戦記 Mariage』（アガレストせんきマリアージュ）は、PlayStation Portable専用のファンタジーRPG。制作はアイディアファクトリー、レッド・エンタテインメント、FELISTELLA。販売はコンパイルハートが担当。発売日は 2012年7月19日。
『アガレスト戦記』シリーズ第4作目。本作からはキャラクターデザインにシリーズ全作を担当している平野克幸に加え、新たにBLADEを起用。また、制作にも新たにFELISTELLAが参加している。

## 基本システム
本作では「蜜月の時」システムが採用されている。従来の「ソウルブリード」と同系統のシステムだが、ヒロインと結婚した後の新婚生活をゲーム内で体験できる点が異なる。また、ソウルブリード後に誕生するのは男子のみだったが、今作では特定の条件を満たすことで女子も産まれるようになった。

## 登場人物

### 第一世代

#### 勇者
姫神イーリスが地上界に送った神器、「虹の剣」を行使、継承することを許された人間の呼び名。魔神エクリプスを倒し、世界に平和を与えるために同じ使命を持つ三人の乙女達と共に行動する。魔神の討伐が果たされなかった際には乙女の一人と結婚、産まれてきた我が子の1歳の誕生日に力を継承してその役目を終える。神器を行使する際に生命エネルギーであるソウルを使用するため、乙女共々その生涯は短命。
レイン
声：柳田淳一
第1章および第2章においての主人公で、第一世代において「虹の剣」を継承した勇者。火属性の攻撃を得意とする赤い髪と緋色の瞳が特徴の青年。
先代の勇者と乙女であった両親が果たせなかった魔神エクリプス討伐を果たすため、三人の乙女と共に旅に出る。勇者にふさわしい真面目で実直な性格の持ち主でありながら、状況を的確に見極める冷静さを持つ。その一方、恋愛に対しては多少鈍感気味であり、時折それとなく好意を見せてくる乙女達（特にファルシア）の意図を理解できず、やきもきさせてしまうこともある。勇者としての使命とは別に「より多くの人達が大切に思っているものを守りたい」という考えを持っており、それが勇者となったもう一つの理由にもなっている。パーティーの中では唯一の男性メンバーであるが、度々男性だからこその受難 に遭うことも多い。自身が勇者であることに対して強い責任感と使命感を持っており、日頃から“人々の希望の象徴”たる存在になろうと心掛けている。しかし、旅の途中でエクリプスから勇者と乙女の存在意義を指摘されたことで『自分たちはイーリスによって生み出された都合の良い歯車でしかないのではないか？』という疑問を抱くようになる。その結果、その疑問に対する答えを得ることができないことで、それまで確固たる気持ちを持っていた勇者としての自分に否定的となり一度は塞ぎ込んでしまうが、彼の部屋を訪れた乙女 の言葉を受けて再び勇者として戦い続ける決意を新たにした。そうして魔神が呼び出す尖兵を倒しながら旅を続け、遂に魔神の拠点である「怨望の玉座」においてエクリプスの“肉体”の破壊に成功する。しかし、魔神の本体であるソウルを取り逃がしてしまい完全に討伐することはできなかった。この戦い以降、世界は一時的にではあるが魔神の脅威から解放され、つかの間の平和が訪れる。その後、思いを通わせた乙女の一人と結婚して幸せな日々を過ごす。やがて、産まれてきた子に「虹の剣」を継承し、使命を託そうと考えていた。そうして妻と共に命を終えるはずであったが、継承の儀式前日に復活した魔神の急襲を受けてしまう。妻と子を守るため、継承の儀式を行うことなく一人で魔神に立ち向かうが、“本気で攻撃できなかった”ことから敗北。瀕死の重傷を負う。そして死の寸前、妻が先に継承の儀式を済ませたことを知ると、いずれ我が子に渡るであろう「虹の剣」を魔神に破壊されないため、剣に埋め込まれていた六つの宝珠に本来継承させるはずであった力を込めて世界中へとばら撒いた。
第3章では、先代の勇者として「光明の勇者」という二つ名を与えられた。主人公が散らばった宝珠を回収する度に、当時の記憶の映像と共に我が子に伝えたかった言葉を伝えるという形で登場する。

#### 乙女
姫神イーリスの手により選ばれた神器「姫神の羽衣」を纏うことを許された三人の少女達の呼び名。魔神と戦う勇者を支え、選ばれた一人は勇者と結婚して産まれてきた我が子に自身の力を継承する使命を持っている。勇者同様、神器を行使する際に生命エネルギーであるソウルを使用するため、その生涯は短命。
ファルシア
声：三森すずこ
第一世代におけるヒロインの1人でレインの幼馴染。ピンク色の髪と澄んだ水色の瞳が特徴的な美少女。若くして高位尼僧（ハイプリエステス）の資格を得た才女で、回復魔法と地属性の魔法を得意とする。尼僧らしい清楚可憐で、誰に対しても敬語で話しかけてくる心優しい性格の持ち主。だが、レインによると「昔はかなりのお転婆娘」であった とのことで、乙女として久しぶりに再会した時には、その変化に驚き一度は別人だと見間違えたらしい。
乙女を目指した理由は『勇者となるレインと少しでも同じ時を過ごしたい』為であったが、実際に乙女となってからは『多くの人たちに救いの手を差し伸べられるようになりたい』と考えている。豊満なバストとそれに見合うスタイルを持つパニーニャや華奢だがスレンダーな薫華に対して、自分は「お尻のサイズが大きすぎるだけ」とコンプレックスを感じてしまっている。
小さい頃からお転婆な自分の傍にいて、強く生きる勇気を与えてくれたレインに対して最初から好意を持っている。そのことを自覚したのは、彼が本格的に勇者の修業をするために離ればなれとなった後であった。そのため、彼女がメインヒロインに選ばれなかった場合は自身の気持ちが実らなかったことに多少悔しさを感じつつも選ばれたメインヒロインを祝福している。
薫華（くんか）
声：沼倉愛美
第一世代におけるヒロインの一人で、大陸から南方に位置する「イーリス島」出身の猫の獣人（ネオコロム）。茶髪と薄緑色の瞳が特徴。一人称は｢薫華｣。師匠である緋扇からヤマトの地伝来の剣術を学んだサムライで、獣人としての身体能力をフル活用した無手勝流 の戦い方と風属性の攻撃を得意とする。緑豊かな大自然の中で育った経験から、何時も元気で他人を疑わない素直な性格の持ち主。しかし、その素直すぎる性格からいたずら好きであるパニーニャの嘘によく騙されている。獣人らしく嗅覚と気配を読むことに長けており、作中ではパーティーの中で唯一リフルが撹乱のために生み出した「幻術」に惑わされなかった上、近くで姿を消して様子を窺っていた彼女の気配を察知して撤退に追い込んでいる。
乙女となるために修練を積んでいた二人と異なり、ある日突然乙女に選ばれてしまったが、以前から「島の外に出てみたい」という願望があったこと、彼女の“器量”の大きさを理解し、経験を積ませようと考えていた緋扇の助言を受けたことで乙女になることを即決した。そういった経緯から本人は「旅を通してどれだけ自分が変わったのか、どれだけ強くなれたのかを師匠に確かめてもらう」ことを自らの乙女の在り方と考えている。よく四文字熟語や言葉を言い間違えたり、考えるのは苦手と話しているが、買い物の際に店に利益が出る範囲内で商品を値切ったりするなど考えて行動していることもある。第一世代のなかでは最も貧乳であり、ファルシア程ではないが本人もそういった体のコンプレックスを気にしている。好きな食べ物はバナナで、特にチョコバナナに対しては1分で13本をたいらげる武勇伝を残すほど強い拘りを持っている。そんな彼女にとって共にバナナを食べることは、自身にとっての最大の愛情表現である。
全体的に猫っぽい仕草や行動が目立つが、意外にも｢骨が喉に刺さった」というトラウマから大がつくほどの魚嫌い。そのため、どんな魚料理であっても決して食べようとはしない。ちなみに島育ちではあるが、山に住んでいた影響か泳げないらしい。
第3章では、イーリスに対して妹弟子である彩華を乙女に指名したことが彩華本人の口から語られている。
パニーニャ
声：櫻井浩美
第一世代におけるヒロインの一人で、三人の中では最年長 の乙女。様々な土地で芸を披露しながら生活している旅団の踊り子。サイドテールに纏めた紫の髪と、同色の瞳が特徴。凄腕の魔法の使い手で水属性の魔法を得意とする。乙女に選ばれる以前から、一人で魔物退治の旅をしていた物語開始時点では唯一の実戦経験者。その知識を活かして度々、未開の地に戸惑うレイン達へアドバイスを送る。
小さい頃から精霊を見たり話したりすることができる妖精眼の開眼者。彼等から自分が将来イーリスから乙女に選ばれる未来を教えて貰い、その時までに必要になるであろう知識や魔術、戦い方を学んでいたという乙女の中でも変わり種。前述の魔物退治の旅も、元々はそれまで自分が学んできた成果を試すために行っていた。踊り子としても非常に優秀な才能を持っており、その舞いは偶然練習風景を目撃したレインを長くその場に留めさせてしまうほど洗練されている。そうした踊りの芸（剣舞等）から着想を得て独学で完成させた我流の戦い方と精霊達から学んだ魔法を使って戦闘を行う。
普段は年長者らしく、実戦経験の浅いレインのフォロー役に回るなど頼りになる人物であるのだが、その反面かなりのいたずら好きであり、時々信憑性の高そうな嘘をついて他人をからかうことがある。また様々な情報の入る旅団出身ということもあり、闇医者の内部事情を知っていたりと裏の事情にも詳しい模様。第一世代の乙女のなかでは一番の巨乳の持ち主であり、その大きさにファルシアや薫華からは羨望の視線を送られている。ファルシアがレインを好きであることに気づいており、さりげなく彼女の恋が実るように応援している。

#### サポートメンバー
直接戦闘に参加しないが、“ステータス強化”や“トラップの設置”といった戦闘の補助を行うパーティーメンバー。
キュプラ
声：小野涼子
常に笑顔を浮かべている有翼種族（ハルピュィア）の女性ファッションデザイナー。ドゥーベにある工房で自らを｢魔装士｣と名乗り、魔法の力で衣服や化粧、アクセサリを作る仕事をしている。レイン達とは、依頼していた品を入手してきてもらったことが縁で知り合い、その旅の過酷さを知ったことで彼らの手助けをしようと仲間に加わる。戦闘時は、「戦技装（いくさぎしょう）」と称して戦闘メンバーのステータスを強化する。
仕事柄、錬金術や魔法アイテムに関する知識が豊富で、それは魔法アイテムの自作や（レイン達の協力があったとは言え）既存アイテムの性能を神器クラスにまで強化するなど非常に高い技術力に度々活かされている。登場人物の中でも屈指の巨乳の持ち主で、その大きさは無意識にレインが視線を向けてしまうほどだが、本人にとっては飛ぶ時にバランスが取れなくなってしまう要因でもあるため、有翼種族（ハルピュィア）としては複雑に思っている。
普段からおっとりとした言動が目立つが、意外にも大概の事柄にほとんど動じない図太い性格をしている。
ドーズ
声：佐々木未来
ゴスロリ風の衣装に身を包んだ自律式爆弾人形（オートマインマーター）。一人称は｢わらわ｣。ドーズと言う名前は、正式名称である「Doomd to Destruction Doll」の頭文字から本人が付けたもの。
約1140年前、世界を破滅させる任務を受けて作り出されるも予想外の事故（詳細不明） に巻き込まれたことで、各パーツがバラバラに吹き飛んでしまう。以来、頭パーツのみに魔力を消耗させて休眠モードを取っていたが、単独行動をしていた薫華に偶然蹴られたことで再び目覚めた。
そうして知り合ったレイン達を利用して身体を取り戻し再起動。今度こそ任務を達成しようと起爆システムを起動させるが、休眠モード中に微量とは言え魔力を1000年以上消費し続けたことや再起動の際に残っていた魔力も殆ど使い切ってしまったことで爆破に必要な魔力が枯渇寸前になっており失敗に終わった。その後、ファルシアの提案により旅に同行させながら更生してもらうという形で一行の仲間となる。戦闘では魔力を用いて、相手のステータス低下や敵の仕掛けた罠の解除を行う。
どこか古風な口調で話すが、実際はかなり毒舌で尊大な性格 で仲間になった際も「あくまでも破滅させる世界の事前調査」と発言するなど素直ではない。機械だが、生物とほとんど変わらない感覚を持っており、疲れや痛みを感じることができる。
リフル
声：眞田朱音
背中に蝶のような羽の生えた有翅妖精（レムロリアン）の少女。
他人の事を放っておけない性格で、森に倒れていた少女・ペルチェを助けて以来、両親と離れ離れになってしまった彼女と一緒に隠れ家で暮らしている。助けた時から「呪い」に掛かってるペルチェをどうにか助けようとしていたが、自分がレムロリアンであったことから街の医者や教会を頼ることができずにいた。そのため、仕方なく闇医者に治療を依頼をしたが条件に高額の治療費を要求されたことから「怪盗シャッフル」を名乗り泥棒行為 を働いていた。しかし、話を聞いたレイン達の活躍によって闇医者の正体が変装していたパストラムであったことが判明し、自分が彼らの悪事にただ利用されていただけであったことを知りショックを受ける。その後、盗んだ盗品を持ち主へ返却、謝罪を行い一度は捕縛されたが、事情を知ったレイン達の申し出と領主の計らいにより勇者の管轄にて更生させるという処分 を受け仲間となった。
魔瞳種（オネルテス）と共に魔法の天才と評される有翅妖精（レムロリアン）の名に恥じぬ魔法の使い手で、特に「幻術」の腕は薫華がいなければパーティーメンバー全員が騙されかけた程。戦闘では、魔法と手品を組み合わせた独自の技「超魔術」を駆使して、様々な罠を仕掛ける。
ペルチェを助けるまで長年一人で森で暮らしており、自分を孤独から救ってくれた彼女を誰よりも大切に思っている。魔神を倒した後は、彼女を両親の元へ連れて行ってあげたいと考えており、これが泥棒の罪滅ぼしとは別にレインの仲間となったもう一つの理由となっている。
嫌いな生き物は蛙。大きさに関わらず見ただけで取り乱してしまう程、苦手としている。

#### BUTCHER(ブッチャ―)
悪の秘密結社であるハイオークの軍団。魔神エクリプスとは別に世界を陥れようとする勢力で、傲慢な人間を滅ぼしハイオークが覇権を握る世界を築き上げようと暗躍する。戦闘員の見た目から侮ってしまいがちだが、「空中で爆発する猛毒キノコを栽培して街に毒を撒き散らす」「街の地下に大空洞を掘って街を陥没させる」等、実行しようとした作戦そのものは本気で人類抹殺を企んでいる油断できない存在。
首領（ドン）･リベロス
声：田丸裕臣
BUTCHERの首領。人間以上の魔法の使い手とされる闇（ダーク）エルフ。外見は、露出度の高い衣装にハイオークを模した仮面という奇抜な格好の変人だが、不意打ちとはいえ一撃でレインを怯ませるほどの高い戦闘力を持つ。魔法を行使する際には必ず「ポオォォ－ーク！！」という掛け声を挙げる。
普段は自身の魔力を使って、ズーラ砂漠にある本拠地を隠す結界を張りつつ、行動隊長のパストラムに人類抹殺の計画を進めさせている。そうして最大規模の作戦である「フェクダ陥没作戦」への暗躍を続けていたが、計画の進行を優先するために本拠地の結界を解いたことが仇となり、本拠地の場所をつきとめたレイン達との最終決戦に敗れた。敗北後、ファルシアの持つ「姫神の羽衣」の光に触れたことで本来の人格を取り戻すもののこれまで重ねてきた罪を一人で清算するため、ファルシアの説得を振り切りって崩壊する本拠地と運命を共にする道を選んだ。
崩壊の寸前、親友であるパストラムに唯一の心残りであった“ある人物”への遺言を託している。
後にBUTCHERの首領となる前は、困っている人がいれば例え異種族であっても例外なく治療を行う良識ある月（シリアム）エルフの魔法医であったことが判明する。しかし、そんな彼が何故闇の力に染まり、闇（ダーク）エルフとなって世界を征服しようとしたのかは謎に包まれている。
パストラム
声：桜木章人
BUTCHERの行動隊長を務めるハイオーク。魔物でありながら人語を話すことができる数少ない存在で、他の戦闘員よりも一回り大きな体格と彼らを迅速に纏め上げる統率力を持つ。さらに変装も得意としており、作中では何度も変装を披露しているが外見からは一度も見破られなかった。自分たちの作戦を遂行するためなら、他人の弱みも平気で利用する卑劣漢。ドゥーベから少し離れた場所で、作戦に使う為に栽培していた毒キノコをレイン達によって駆除されたことから彼らと敵対するようになる。以来、旅の先々で彼らと遭遇・戦闘を行う。最後は、本拠地があるズーラ砂漠に攻め込まれて総力戦になるも敗北。
敗北後、リベロス同様｢姫神の羽衣｣の光に触れたことで本来の人格を取り戻す。自身もまた本拠地の崩壊と共に命を絶とうとしたが、リベロスから遺言を託された描写を最後に消息不明となる。

### 第二世代

#### 勇者
第一世代の主人公・レインとメインヒロインに選ばれた乙女との間に生まれた子。継承の儀式を終える前に復活した魔神の急襲にあったことで、継承が不完全な状態となっている。しかし、イーリスからは魔神との戦いを終わらせる可能性を持つ「虹の希望を架ける者」と目されている。身体的特徴として、髪の色をレインから、瞳の色をメインヒロインに選んだ乙女からそれぞれ受け継いでいる。
ラルク
声：浅利遼太
第3章の主人公にして第二世代における当代の勇者。逆立った髪型が特徴的な青年。普段の言動からは楽天家でお調子者な面が目立つが、実際は勇者として強い責任感を持っている誠実な人物。前述の経緯から自身が未熟な勇者であることを強く自覚しており、少しでも早く一人前の勇者になるべく努力を重ねている。他人の命を守る為なら自らの命を顧みない無茶をすることがあり、仲間たちからは度々心配されている。戦闘では相手を一方的に倒すようなやり方はせず、言葉で気持ちが伝わる相手ならば話し合いで解決しようとする良く言えば平和的、悪く言えば甘い思想の持ち主。しかし、そういった綺麗事に逃げているわけではなく、他に道がなくなった時には自らが手を下す覚悟も同時に持ち合わせている。かつて出生時の悲劇から「両親が死んだのは自分が生まれたからだ」と思い詰め、一時は死ぬことを望んでいた過去を持つ。だが、自身が成長していくにつれてその思いと向き合えるようになり、現在では自分と同じような痛みを持つ他人に対して不器用ではあるが優しさを与えようとする天性の美徳へと昇華させている。名前であるラルクは、フランス語で「虹」を意味している。
シエラ
声：中村繪里子
第3章の主人公にして第二世代における当代の勇者。シリーズ初の女性主人公。ショートボブの髪型 が特徴的な美少女で、そそっかしい一面があるもののそれにめげることない性格を持つ。ラルクと比べると思い切った面が目立ち、縫物などの細かい作業は苦手としている。名前であるシエラは、「澄んだ青空」を意味している。ジオレット程ではないが、甘い物が好きでケーキを１ホール丸ごと食べることができる。

#### 乙女
当代の勇者と共に魔神討伐の旅を続ける使命を持った三人の乙女。本来、イーリスの意思で選ばれるものだが、「先代からの指名」や「直接志願」等によって選ばれた全員が先代の乙女と何らかの関わりを持っている。
ジオレット
声：清水愛
第二世代のヒロインで、先代「乙女」のファルシアの親友であったアンリエッタの娘。一人称は、｢ボク｣。自身の名付け親であるファルシアに憧れて、乙女を目指した聖尼僧（プリエステス）。男性にも劣らぬ長身と金髪のポニーテール、碧眼の瞳が特徴的な美少女。感情が顔に出るタイプで、言いたいことは包み隠さずにはっきりと言う性格。幼少の頃、崖から転落して谷底で大怪我を負った所を近くの鉱脈にいたグリアーズ達に助けられた過去をもつ。その際、秘薬であった「黄金色の蜂蜜酒」を与えられた影響で、常人離れした怪力を手に入れた。グリアーズ達からは山や大地に関することも教わった為、自然に関する知識についても豊富に持ち合わせている。街の人々を逃がす為、魔物を惹きつけていた勇者の行動に感動と尊敬の念を抱いており、その力になろうとしている。蜂蜜やキャンディ等の甘いものが大好きで、嫌いな食べ物はピーマン。苦手なものは毛虫。
彩華（さいか）
声：浅川悠
第二世代のヒロインで、イーリス島からやってきた剣士。薫華の師匠・緋扇の養子で、彼女とは妹弟子の関係。薫華から指名を受けたことで、乙女になる資格を得た。外見は後ろで結った黒髪と黄色の瞳が特徴的な美少女だが、厳格な立ち振る舞いの所為で非常に近寄り難い雰囲気を放っている。自由奔放だった姉弟子の薫華とは対照的に真面目で努力家な性格。日頃の鍛錬の成果もあって流派の中でも一、二を争う実力を持つ。道場にいた頃、薫華からは自分の名前と語感が似ているという理由から妹のように可愛がられており、表にこそ出さなかったが内心では彼女のことをとても慕っていた。だが過去に大量に食べさせられて以来、嫌いな食べ物は彼女の好きなバナナとなっている。本人は隠しているが、実は人間とネオコロムのハーフ。しかし、通常のハーフと違って両種族の特徴を中途半端に受け継いでしまっており、それが間接的な原因となって両親が他界している。｢彩華｣という名前は、養子になった際につけられた当て字であり、実の父親につけられた本当の名は「災禍」。
ピアディナ
声：吉田真弓
第3章 から登場する第二世代のヒロイン。パニーニャと同じ旅団の出身である希代の天才呪術師。人間と魔瞳種（オネルテス）のハーフで、妖精眼の開眼者。青みが掛かった紫色のピッグテールと赤紫色の瞳が印象的な美少女。予想外の言動と独特の間を開けた口調で話す。一人称は、｢ピア｣。先代乙女であるパニーニャのことを「姉さま」と呼び、実の姉妹のように慕っていた。彼女から魔術などの戦い方や踊りを始めとした生きて行く為に必要な術、そして第二世代の主人公のことを教えてもらっていた。パニーニャが果たせなかった「魔神討伐」の願いを叶える為、一週間近く飲まず食わずで乙女に選ばれるよう祈り続けたことで、それを勝ち得た乙女の中でも前代未聞の経歴を持つ。第二世代の乙女の中では最も小柄で幼さの残る外見だが、魔瞳種（オネルテス）の血の影響で長命である為、実年齢は外見以上に高い。額に巨大な魔力の源である「第三の目」を持っているが、純血の魔瞳種（オネルテス）でなければ制御しきれずに暴走する危険性が高い為、旅団へ来た際に封印をかけてもらい普段から隠している。この封印は自分の意志で解除可能だが、前述の暴走を危惧して滅多に解除することはない。

#### サポートメンバー
第一世代同様、直接戦闘にこそ参加しないが、“ステータス強化”や“トラップの設置”といった戦闘の補助を行う。前メンバーからキュプラとドーズの二人が引き続き続投している。
キュプラ
第1章及び第2章から引き続き登場する有翼種族（ハルピュイア）。レイン達の亡き後、ドーズと共に彼らの遺児を立派な勇者へと育て上げた。前回の戦いから約20年以上が経過しているが外見はほとんど変化していない。以前に比べ技術者として腕を更に向上させており、文献を調べて得た知識をもとに「姫神の羽衣」を第二世代の乙女用に織り直した。かつて工房を開いていたドゥーベでは、街出身の伝説の名工として知れ渡っている。
ドーズ
第1章及び第2章から引き続き登場。レイン達の亡き後、キュプラと共に彼らの遺児を立派な勇者へと育て上げた。子育てをしてきた影響か以前よりも性格が軟化し、よく口にしていた毒舌や尊大さは影を潜め他人のことを気遣う配慮ができるようになった。主人公の躾役を担当していた為か、今でも時々小言を漏らすことがある。その立ち振る舞いから主人公に頭の上がらない「もう一人の母」として慕われている。旅の途中、かつて自分と共に送り込まれた自律式拠点防衛兵器（メガロスラングラー）の存在を感知し、本来の任務と私情の板挟みに苦悩することになる。しかし最後には、赤ん坊の頃から成長を見続けてきた主人公の思いを成就させてやりたいという気持ちを優先して兵器を徹底的に破壊するよう促す心境の変化を見せた。
ティタニア
声：瑞沢渓

#### NEO-BUTCHER(ネオ・ブッチャ―)
第二世代において活動を再開させた新たなBUTCHER。新首領として月（シリアム）エルフのティタニアを迎え、世界征服と先代BUTCHERを壊滅させた勇者レインの子を打倒すべく暗躍する。力を蓄え続けていた、と豪語するだけあり戦闘員の実力は向上したが、ティタニアによって勇者と乙女達以外の無意味な殺戮は全面的に禁止された為、悪事の質に関しては著しく低下している。
ティタニア
声：瑞沢渓
NEO-BUTCHERの首領を務める月（シリアム）エルフの女性。先代首領であるリベロスの一人娘であり、パストラム達からは「お嬢」と呼ばれている。自らを「地獄に咲いた悪の華」と称し、亡き父の代わりに世界征服と勇者打倒を果たそうとしている。元々は魔法医を目指していた令嬢であり、笑い方や口調にその名残が残っている。普段は首領として気丈に振舞うよう心がけているが、本来は根が優しく他人を放っておけない性格の持ち主。
帝王学の授業において「臣民の命をないがしろにする者に真の統率者たる資格はない」と学んだ影響により、以前のBUTCHERが企てていたような大量虐殺をすることなく世界征服をしようとしている。だが、考える作戦は質の悪い悪戯程度の内容であり、悪の首領という立場に反して悪人としての適正は低い。その一方で、自分の意志をなんとしてでも貫こうとする芯の強さを持ち合わせており、ドーズからも「悪の首領としての適正はともかく統率者としての資質だけは秀でている」と評されている。
父が死んだのは悪事を働いていたことにも気付かずに生きていた自分の責任であると後悔しており、せめてその意志だけでも継ごうと勇者と出会うたびに決闘を望んでいた。しかし、親友の娘を守ろうとするパストラムによって妨害を受けてしまい直接戦うことができずにいた。そしてベルデ岩洞における決戦後、勇者から亡きレインの代わりに謝罪されたことやパストラムから父の本当の最期と望みを聞き、自分が亡き父親に何もしてあげられる事がないないことを理解すると「きっかけは勇者だったとしても父の死は自らが望んだ幕引き」として勇者討伐を取りやめた。同時に落盤から助けてもらった借りを返すという名目でパストラムと共にパーティーに加わった。戦闘では、NEO-BUTCHERの戦闘員たちに指示を出して様々なトラップを仕掛ける。
パストラムには立場上命令口調で話しかけているが、実際は父の死を教えてくれた恩人として全幅の信頼を置いており彼が語調を強めた際には逆に圧倒されてしまう。
ちなみに彼女もリベロスほどではないにしろ露出度の高い格好をしている。が、彼と違って羞恥心は持っているらしくピアディナに「痴女？」と指摘された際には激しく動揺している。
パストラム
第1章及び第2章から引き続き登場するハイオーク。BUTCHERにいた時と同様、NEO-BUTCHERにおいても行動隊長を務めている。ズーラ砂漠での決戦で死亡したと思われていたが、親友であるリベロスから頼まれた遺言をティタニアに伝える為、基地が崩壊する寸前に脱出していた。しかし、父を誇りに思っていたティタニアに「父親が自殺した」という事実をどうしても伝えることができず、やむを得ず「父親は勇者に倒されて死んだ」と誤った真実を伝えた。彼女に父の死を伝えた後は、傷が癒えぬまま勇者に挑もうとしたが、自ら死にに行こうとする彼を止めようとティタニアが二代目BUTCHER首領を宣言した為、再び行動隊長として生きる道を選ぶ。以前の戦いで本来の義理堅い人格を取り戻しており、親友の娘であるティタニアに危害が及ばぬように自らが率先して勇者に挑みかかる、部下たちにティタニアを守ることを最優先で命令する等、その義理堅さを遺憾なく発揮している。最終的には、勇者にそのまま自身を倒させてティタニアや部下たちを全うな道へと帰そうと考えていた。
ベルデ岩洞での決戦後はティタニアと共に受けた恩を返す為、勇者のパーティーに加わる。仲間になってからは、ピアディナに「ハムのおじさん」と呼ばれるようになった。さらにゲルシア樹海において、そこで生活するハイオークの里の族長であったことと結婚して妻帯していたことが判明する。この里で疫病が流行った際、魔法医だったリベロスに助けられたことが縁で彼とは種族を超えた親友となった。しかし、そんな彼らがなぜ世界征服をしようとしたのかは謎に包まれている。